# Joel Frederiksen

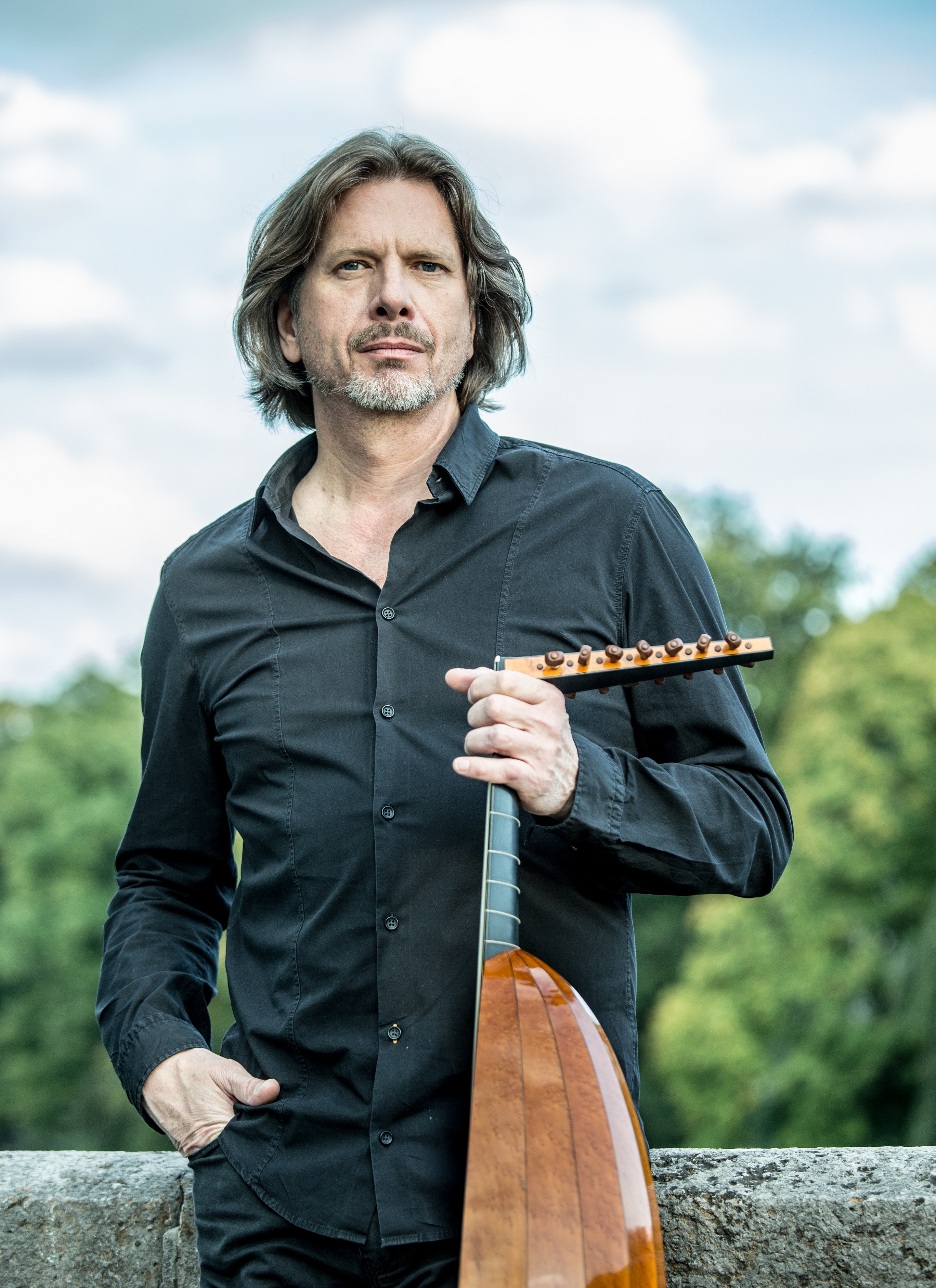
Joel Frederiksen (2013)

Joel Frederiksen (* 1959) ist ein US-amerikanischer Bass und Lautenist. Er ist Leiter des Ensemble Phoenix Munich.

## Leben
Frederiksen studierte Gesang und Laute in New York und an der Oakland University in Michigan, wo er seinen Masterabschluss erwarb. Danach arbeitete er mit amerikanischen Ensembles für Alte Musik wie der Boston Camerata und dem Waverly Consort zusammen.
Nach seinem Debüt 1998 bei den Salzburger Festspielen in Kurt Weills Oper Aufstieg und Fall der Stadt Mahagonny unter Dennis Russel-Davies ließ Joel Frederiksen sich in Europa nieder. Von München aus bereist er  das In- und Ausland. Er arbeitete zusammen mit Paul O’Dette, Stephen Stubbs, Jordi Savall, Hille Perl, Diabolus in musica, Huelgas Ensemble, Ensemble Gilles Binchois und dem Freiburger Barockorchester. Daneben widmet sich Joel Frederiksen mit eigenen Programmkonzepten seinem Spezialgebiet, dem Lautenlied der Renaissance und des Frühbarocks.
2003 gründete Joel Frederiksen das Ensemble Phoenix Munich, das neben weltweiten Tourneen seit 2007 die Konzertreihe Zwischen Mars und Venus im Bayerischen Nationalmuseum, München präsentiert.
Er unterstützt als Mitglied das gemeinnützige Paul Klinger Künstlersozialwerk e.V., das sich für Künstlerinnen und Künstler aller Gewerke einsetzt.

## Preise und Auszeichnungen
- 1990 Distinguished Musicianship Award (Oakland University, Michigan)
- 2003 Alumni Arts Achievement Award in Music (Oakland University, Michigan)
- 2007 Stern des Jahres „Klassischer Musiker des Jahres“ (Münchner Abendzeitung)
- 2008 Preis der deutschen Schallplattenkritik - Bestenliste (O felice morire CD)
- 2011 Orphée d’Or von der Academie du Disque Lyrique (Mikołaj Zieleński CD)
- 2012 Distinguished Alumni Award (Oakland University, Michigan)
- 2013 ECHO Klassik Preis (Requiem for a Pink Moon CD)

## Diskografie
- The Elfin Knight - Ballads and Dances, Ensemble Phoenix Munich, harmonia mundi France 2007
- O felice morire - Florence 1600, Ensemble Phoenix Munich, harmonia mundi 2008 - German Record Critics' Prize
- Mikolaj Zielenski: Opera Omnia, Vol. 4 - Communiones totius anni 1611 Duets with Emma Kirkby - Orphée d'Or 2011
- Rose of Sharon 100 - Years of American Music (1770–1870) 2011 - Top 10 Billboard Charts
- Requiem for a Pink Moon - An Elizabethan Tribute to Nick Drake, 2012 - Echo Klassik Preis
- Reflections - Oswald von Wolkenstein. With Bernd-Oliver Fröhlich (Saxophone) and Sabine Lutzenberger (Sopran) 2013
- Tell Me True Love - John Dowland Ensemble Phoenix Munich, Joel Frederiksen, 2016
- Un niño nos es naçido  – A Child for us is born – Weihnachtsmusik aus Spanien und Lateinamerika des 16./17. Jahrhundert Ensemble Phoenix Munich, Joel Frederiksen, SONY/Deutsche Harmonia Mundi November 2018
- A Day with Suzanne – A Tribute to Leonard Cohen, Ensemble Phoenix Munich, Joel Frederiksen, SONY/Deutsche Harmonia Mundi 2022